# 高介电常数材料
在半导体产业中，高介电常数材料也称为高κ介电材料（high-κ dielectric）指与二氧化硅相比具有高介电常数的材料。高介电常数材料用于半导体器件制造过程中，通常用来替代二氧化硅栅介质或器件的其他介电层。高κ栅介质的应用是实现微电子元件进一步微型化的若干策略之一，俗称“延续摩尔定律”。
有时这些材料也称为“高k”（发音“kay”），而非“高κ”（kappa）。

## 高κ材料需求
二氧化硅（SiO
2）作为栅氧化层材料已使用数十年。随着MOSFET尺寸的不断缩小，为提高（单位面积）栅电容以提升器件性能，二氧化硅栅介质的厚度也在不断下降。当厚度缩减至2 nm以下时，由于量子穿隧导致的漏电流急剧增加，进而造成高功耗和可靠性降低。用高κ材料替换二氧化硅栅介质后，即可在不增加隧穿漏电的前提下，进一步减薄等效氧化层，实现更高的栅电容。

### 第一原则

常规二氧化硅栅介质结构与假想κ＝16的高κ介电结构对比

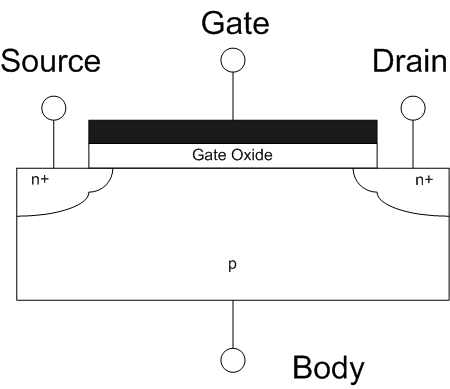
n沟道MOSFET横截面示意，展示栅氧化层

MOSFET中的栅极氧化物可以建模为平行板电容器。忽略Si衬底和栅极的量子力学和耗尽效应，平行板电容器的电容C可表示为
MOSFET中的栅氧化层可近似为平行板电容。忽略来自硅基底和栅极的量子效应及耗尽效应，该平行板电容器的電容值C为：
{\displaystyle C={\frac {\kappa \varepsilon _{0}A}{t}}}
其中
- A为电容面积
- κ为材料的相对电容率（二氧化硅约为3.9）
- ε0为真空电容率
- t为氧化层厚度

由于泄漏限制限制了t的进一步降低，因此增加栅极电容的另一种方法是通过用高介电常数材料代替二氧化硅来改变κ。在这种情况下，可以使用更厚的栅极氧化层，这可以减少流过结构的漏电流并提高栅极介电可靠性。
由于无法无限制减薄t以避免漏电，可通过用高κ材料增加κ值，在保持或增加电容的同时，允许使用更厚的氧化层以降低漏电流并提升栅介质可靠度。

### 栅电容对驱动电流的影响
MOSFET的饱和漏极电流ID,Sat（在渐进沟道近似下）可表示为：
{\displaystyle I_{D,{\text{Sat}}}={\frac {W}{L}}\mu \,C_{\text{inv}}{\frac {(V_{G}-V_{\text{th}})^{2}}{2}}}
其中
- W为沟道宽度
- L为沟道长度
- μ为载流子迁移率（此处假设恒定）
- Cinv为沟道反型时的栅介电电容密度
- VG 为栅极电压
- Vth为阈值电压

由于VG − Vth的范围受限于可靠性及室温操作，且阈值电压难以下降至约200 mV以下（否则氧化层漏电和亚阈态导通会导致静态功耗过高）（参见2006年国际半导体技术路线图；以及Roy等人），故要提升ID,sat，只能通过缩短沟道长度或增大栅介电电容来实现。

## 材料及考量
用其他材料替代二氧化硅栅介质会增加制造复杂度。二氧化硅可通过热氧化在硅表面原位生成，具有均匀且高质量的界面。因而研究聚焦于寻找既具高介电常数，又能与现有工艺兼容的材料。其他关键考量包括与硅的能带对齐（影响漏电流）、薄膜形貌、热稳定性、对沟道载流子迁移率的影响，以及薄膜/界面缺陷最小化。已被广泛研究的材料有硅酸铪、硅酸锆、二氧化铪和二氧化锆，通常采用原子层沉积法制备。
高κ介电材料中的缺陷态会显著影响电性能，可通过零偏置热激励电流谱、零温度梯度零偏置热激励电流谱或非弹性电子隧穿谱等方法测量。

## 工业应用
自1990年代以来，业界已在栅介质中引入氧氮化硅，即在传统的二氧化硅中掺入少量氮，以略微提高介电常数并抑制掺杂物通过栅介质的扩散。
2000年，美光科技的Gurtej Singh Sandhu与Trung T. Doan率先开发了用于DRAM的原子层沉积高κ薄膜工艺，推动了90纳米制程节点半导体存储器的经济化实现
2007年初，英特尔宣布在45纳米制程中与金属栅配套部署基于铪的高介电常数材料，并已在代号“Penryn”的2007年处理器系列中出货；同时，IBM也宣布将在2008年部分产品中采用基于铪的高介电常数材料，最可能的介电材料是氮化铪硅酸盐（HfSiON）。HfO
2和HfSiO在掺杂活化退火过程中易结晶。日本電氣电子公司也在其55 nm “UltimateLowPower”工艺中应用了HfSiON介电。不过，随着铪含量增加，陷阱相关漏电随器件应力和寿命增长而加剧。尽管如此，未来高介电常数材料是否以铪为基础尚无定论。2006年国际半导体技术路线图预测，高介电常数材料将在2010年前后普遍应用于行业中。

## 相关
- 低介电常数材料
- 硅锗
- 绝缘体上硅